# ハッピー・タンポポ
『ハッピー・タンポポ』は、室山まゆみのギャグ漫画作品。

## 概要
1976年から1981年までにかけて小学五年生（1976年3月号 - 1978年3月号、1980年4月号 - 1981年3月号）と小学六年生（1978年4月号 - 1979年3月号、1981年4月号 - 1982年1月号）にて約4年間に渡り連載された。室山の初の連載作品であり、それまで正統派の少女漫画家を目指していた室山がギャグ漫画家へ転向するきっかけとなった作品でもある。親子2代で学年誌を読んでいる読者からの要望で『あさりちゃん』94巻の後半で一部エピソード（7話分）を収録し初単行本化され、また『コロコロコミック』で総集編が刊行されたこともあり、当時の人気は高かったものと思われる。また、連載終了後に本作品が元になっている室山の作品「ひよ子だあ〜!」が講談社の『なかよし』で連載開始され、こちらの方は『てんとう虫コミックススペシャル 室山まゆみ傑作集』として単行本化されている。

## ストーリー
勉強は苦手だが元気一杯な小学5年生の女の子、野々タンポポと友人の藪小路いばらが起こす喧嘩や騒動を中心に描いたギャグ作品。

## 本作品の特徴
本作品は、前述の通り、それまで読み切り中心であった室山が初の月刊連載を持った作品であり、室山の代表作である「あさりちゃん」よりも早く連載されている。後の室山作品に見られる特徴を多く持っており、特に「性格の違う女の子二人を主役にしたストーリー展開」と言ったものは「あさりちゃん」、「どろろんぱっ!」、「すうぱあかぐや姫」など室山の他の作品に見られる特徴であるため、この作品こそ現在の室山の原点と見るファンも多い。また前述の作品群と比較して、幽霊、超能力、宇宙人と言ったホラー・超常的な話は一切無く、ひたすら日常ギャグに徹底している点も特徴である。
なお、本作品の連載中に同じく小学館の学年誌で「あさりちゃん」の連載が始まっており、たびたび本作品にも「あさりちゃん」のキャラクターが登場している（「あさりちゃん」の浜野タタミがタンポポ達の同級生で出ている等）、また同じく「あさりちゃん」にも同時期に本作品のキャラクターが出演している事から、「この二つの作品は同じ世界での出来事では無いのか？」と推測するファンも存在する。

## 登場人物
野々 タンポポ（のの タンポポ）
この作品の主人公。頭の両側に水風船を吊り下げた様な形状のおさげ髪が特徴な小学5年生の女の子。明るく陽気な性格だが、勉強は苦手で成績は五段階評価で「アヒルが2、3匹泳いでいる状態」らしい（アヒルは「2」という意味）。クラスメイトの藪小路いばらとは幼稚園の時からずっと一緒のクラスだがしょっちゅう喧嘩している。しかし実は仲は悪くなく、クラス替えの時、先生に「いばらと一緒にして欲しい」と内緒で頼んだ事がある。おさげ髪だが不器用で自分で髪を編むことが出来ず、いつも母親にやってもらっている。またこのお下げ髪は作中で物を掴む、指を差す、文字を形作るなど生き物の如く自在に動き、タンポポの感情を表現するギャグに多く使用されていた。家族は父親と母親の三人暮らしだが、父親は海外出張をしているためかまったく登場しない。母親の事は『おかーさま』と呼んでいる。学校の成績が良くない為、家庭教師のシオカラを付けられているが、あまり向上はしていない様だ。服装はハーフのオーバーオールを好んで着ており、彼女の洋服ダンスには同じオーバーオールが何着も掛けられている。大雑把で無神経な性格だが、一時いばらの家に預けられた時ホームシックらしき物にかかっており、意外に繊細な面もある。かなりの面食いでクラスの秀才である海野シラスが大好き。彼と同じ中学に行くために難関中の難関と言われる名門中の英才学院を受験しようとした事もある（しかし実力はシオカラ曰く、頑張っても底辺校である凡才学院がやっとらしい）。
藪小路 いばら（やぶのこうじ いばら）
タンポポの親友兼喧嘩相手。黒のパーマ頭に長い睫が特徴の小学5年生の女の子で、タンポポから「ゲジゲジまつげ」と呼ばれていたことがある。金持ちの家の娘で、やや高慢で自慢癖のある性格でしょっちゅうタンポポに時計とか高級品を自慢している。普段はお上品ぶっているが、いざタンポポと喧嘩を始めると本性を剥き出しにして、獣の様な争いを繰り広げる（タンポポの腕をフォークで突き刺すと言う凄まじい行為に及んだ事もある）。タンポポとは幼稚園の頃からの付き合いで、タンポポと同じくクラス替えの時こっそり先生に頼みに来ていた。見栄っ張りで階段から落ちて骨折したのを「スキーで怪我した」と嘘をついた事もある。金持ちの家の子である事を鼻に掛けて、タンポポを馬鹿にしているが、あっさりタンポポに騙されたり、利用されたりする等、けっこうお人好しの面も多い。家族は作中では母親しか出ておらず、「ママ」と呼んでいる。頭は良く成績も優秀な筈なのだが、家庭教師に宿題の読書感想文の代筆を頼むなど、勉強が苦手と思われる節も見られる。またタンポポと同じくシラスが好き。
なお、「藪小路いばら」と言うキャラクターは室山まゆみの別作品「あさりちゃん」にも存在するが、これは本作品のいばらが原型になっており、設定はそのままで髪型を変更して出したと室山が「あさりちゃん」のコミックスで明かしている（元々いばらの髪型は「あさりちゃん」の重要キャラクター、浜野タタミに酷似しており、それを意識しての事だと思われる）。また本作品のいばらも初期の「あさりちゃん」にたびたび脇役として出演している。
烏賊野 塩辛（いかの しおから）
大学生でタンポポの家庭教師。短足に小さな眼鏡が特徴の青年。元は藪小路家の家庭教師だったが、その教育手腕を買われタンポポを教える事になる。タンポポからは「シオカラ」と呼ばれている。徹底したスパルタ教育を信条としており、生徒がさぼろうとすれば、ビンタにバケツで水をぶっかける等の体罰も容赦なく行い、単なるアルバイトの家庭教師にしてはやりすぎと思われる行為も多く、勉強する気が無いタンポポと熾烈な争いを繰り広げている。しかし能力はそれなりに優秀な様で、一時タンポポの成績から「2」を消したり、「4」をつけたりする事に成功している。性格はごく普通だが、やや怒りっぽくしょっちゅうタンポポを怒鳴っている。また食べ物に関しては悪趣味で、芋虫のスープ、カマキリの唐揚げ等を出すゲテモノ料理店の常連であり、作中で彼が作った料理もタンポポといばらが、一口食べて吐き出す程の凄まじい味であった。ボロアパートに一人暮らしだが、部屋の中はゴミためになっている。服装は下駄履きに腹巻きと言う、連載当時ですら時代遅れと言われる恰好が多い。異性関係に関してはかなりの繊細で、海野シラスの姉にフラレて一時落ち込んでいた。将来は教師になる夢を持っている。実家はラーメン屋経営。
ちなみに彼も「あさりちゃん」に一コマだけ出演している。
海野 シラス（うみの シラス）
タンポポ達のクラスメイトで学級委員とサッカー部の部長を務める、ハンサムで成績優秀かつ謹厳実直な少年。当時の男の子らしく、殆どの回で半ズボンを穿いている。タンポポといばら、二人の憧れの相手でもある。真面目で固い性格でシオカラの失恋を笑うタンポポといばらに絶交を宣言した事もある。身内にシオカラと同じ大学に通う美人の姉がいる。また中学受験組であり、進路は名門中である英才学院を受験すると決めている。なお、彼はタンポポの事を「タンポポくん」と君付けで呼んでいるが、男性キャラが女の子を「さん」「ちゃん」ではなく「君」付けで呼ぶことが多いのは、「あさりちゃん」など他の室山作品でも見られる特徴である。
野々 さくら（のの さくら）
タンポポの母親。躾に厳しくわがままを言うタンポポに対して容赦なく体罰を加えている。夫のサンフランシスコ転勤と共に、タンポポを藪小路家に預けてアメリカに渡ったが後に帰国している。怒ると鎖鎌や槍で襲いかかる恐ろしいお母さん。家庭教師のシオカラの能力を高く評価しており、シオカラが家庭教師を辞めそうになった時に何度か引き止めたこともある。
いばらの母
いばらの母親。名前は不明。娘と同じく黒髪に長い睫が特徴。いばらの事は「いばらさん」と呼んでいる。ややおっとりした優しい性格でタンポポを寿司屋やホテルの食事に連れていったりしている。しかし我が子のいばらに関してはけっこう厳しめに接している。ちなみに娘たちと違い、タンポポの母親さくらとは法事や転勤の際にタンポポを預かったりする程、仲が良い様だ。